# Cameron C. Earl
Cameron C. Earl (* 1923 in Sculcoates, Yorkshire; † 18. Juni 1952 in Nuneaton, Warwickshire) war ein britischer Konstrukteur von Rennwagen. Er gilt als das erste Todesopfer der Formel 1.
Nach dem Zweiten Weltkrieg wurde Earl vom britischen Intelligence Objectives Sub-Committee nach Deutschland gesandt, um dort die Entwicklung der 1930er Grand-Prix-Rennwagen von Mercedes-Benz und der Auto Union AG zu studieren. Nach eingehenden Gesprächen mit den damaligen Designern fertigte er Blaupausen von den Rennwagen an. Seine Berichte veröffentlichte Earl im Alter von 25 in einem Buch.
Anfang der 1950er-Jahre wurde Earl technischer Berater im Gerard Racing Team, einem privaten Rennteam von Bob Gerard, das in der Formel 1 und der britischen Formule Libre Vorkriegsmodelle von E.R.A. einsetzte.
Bei Testfahrten auf der Motor-Industry-Research-Association-Teststrecke (MIRA) überschlug sich Earls ERA und der 29-jährige Brite starb wenig später an einem Schädelbasisbruch im Krankenhaus. Kurz nach dem Unfall wurde ein Testverbot für Monopostos auf der MIRA-Teststrecke verhängt.